# 曹伯陽
曹伯陽（？—前487年），姬姓，名字已无法考证，是春秋諸侯國曹國最後君主。他是曹靖公兒子，承襲曹靖公擔任該國君主，在位期間為前501年－前487年，在位15年。前487年，宋國攻打曹國，曹伯陽被抓回处死，曹國滅。